# Xan das Bolas
Tomás Ares Pena, más conocido como Xan das Bolas (La Coruña, 30 de octubre de 1908-Madrid, 13 de octubre de 1977), fue un actor español.

## Biografía
Nació en la calle de Santiago n.º 18-bajo de La Coruña, hijo de Tomás Ares Alonso (1883-1962), de profesión, industrial, nacido en Valdespino (León), y Ángela Pena Valiño (1888-1938), nacida en Castro (La Coruña). Se inicia en el teatro en la década de los 30 como humorista y actor de variedades. Finalizada la guerra civil española, emprende su carrera cinematográfica con Salomé (1940).
En los años siguientes llega a consagrarse como uno de los actores secundarios con una trayectoria más extensa en la historia del cine español. Su filmografía excede los doscientos títulos y trabajó a las órdenes de algunos de los más insignes cineastas nacionales, como Florián Rey, Luis Lucía, José Luis Sáenz de Heredia, Juan de Orduña, Luis García Berlanga y Juan Antonio Bardem.
En televisión trabajó en la serie Crónicas de un pueblo y acompañó a Fernando Fernán Gómez en El pícaro (1974).
El actor Xan das Bolas murió el 13 de octubre de 1977 en el hospital Clínico de Madrid y fue enterrado en el cementerio de La Almudena.

## Filmografía (selección)
| - La rueda de la vida (1942). - Éramos siete a la mesa (1942). - Goyescas (1942). - El hombre que se quiso matar (1942). - La vida empieza a medianoche (1944). - Tuvo la culpa Adán (1944). - Ella, él y sus millones (1944). - Un hombre de negocios (1945). - Mar abierto (1946). - Botón de ancla (1948). - Sabela de Cambados (1949). - Historia en dos aldeas (1951). - Sobresaliente (1953). - Ha desaparecido un pasajero (1953). - Vuelo 971 (1953). - Nadie lo sabrá (1953). - Buenas noticias (1954). - Malvaloca (1954). - Historias de la radio (1955). - ¡Aquí hay petróleo! (1955). - El guardián del paraíso (1955). - La cruz de mayo (1955). - Orgullo de Manuel Mur Oti (1955) - Saeta rubia (1956). - Las muchachas de azul (1957). - Fulano y Mengano (1957). - El hombre que viajaba despacito (1957). - Faustina (1957). - Héroes de aire (1958). - Aquellos tiempos del cuplé (1958). - ¿Dónde vas, Alfonso XII? (1958). - Historias de Madrid (1958). - El niño que robó un millón (1960). - El hombre que perdió el tren (1960). - Plácido (1961). - Aquí están las vicetiples (1961). - La venganza de Don Mendo (1961). | - Ella y los veteranos (1961). - Fantasmas en la casa (1961). - La venganza del Zorro (1962). - Torrejón City (1962). - Cabalgando hacia la muerte (El Zorro) (1962). - Vamos a contar mentiras (1962). - Los que no fuimos a la guerra (1962). - La gran familia (1962). - El valle de las espadas (1963). - La verbena de la Paloma (1963). - Plaza de Oriente (1963). - El verdugo (1963). - El turista (1963). - La chica del gato (1964). - Bienvenido, padre Murray (1964). - Relevo para un pistolero (1964). - Los dinamiteros (1964). - El extraño viaje (1964). - Amador (1965). - Cotolay (1966). - Vestida de novia (1966). - Operación cabaretera (1967). - ¡Cómo está el servicio! (1968). - Los que tocan el piano (1968). - Objetivo bi-ki-ni (1968). - Amor a todo gas (1969). - Don Erre que erre (1970). - Celos, amor y Mercado Común (1973). - Cuando los niños vienen de Marsella (1974). - El mejor regalo (1975). - A la Legión le gustan las mujeres (...y a las mujeres les gusta la Legión) (1976). - Volvoreta (1976). - La Carmen (1976). - Me siento extraña (1977). |